# 3:36 (Music to Sleep To)
3:36 (Music to Sleep to) es la primera banda sonora y segundo álbum musical creado por la cantante y youtuber Poppy. Fue lanzado el 17 de octubre de 2016, con el propósito de facilitar la actividad de dormir en las personas escuchándolo, una porción del dinero qué hizo Poppy con el álbum fue donado directamente a gente que sufre de apnea del sueño.
Fue creado por Poppy y Titanic Sinclair con ayuda de polisomnografos de la Washington University School of Medicine.

## Desarrollo
El álbum fue lanzando sin editorial en octubre de 2016, exclusivo rn la cuenta de Bandcamp de Poppy. Las canciones de este álbum fueron usadas de música de ambiente en varios videos de la misma Poppy.
El 18 de septiembre de 2020 Poppy relanzó el álbum con una versión más corta de la canción "Me Time Me" y una versión completamente distinta de las canciones "Telepathy" y "Air People", aparte de cambiar el orden de la lista de canciones del álbum, y la portada del álbum se cambiaría a la versión sin edición de esta misma teniendo más sombras, una iluminación diferente y un plano ligeramente más alejado. Esta nueva versión fue lanzada bajo la discografíca I'm Poppy Records.

## Lista de canciones
Lista de la versión original (2016):
| 3:36 (Music to Sleep to) |                     |          |  |
| N.º                      | Título              | Duración |  |
| 1.                       | «Obnoxious Blocks»  | 4:42     |  |
| 2.                       | «Mind Aide»         | 4:34     |  |
| 3.                       | «Catholic Camera»   | 3:59     |  |
| 4.                       | «Drop in the Ocean» | 4:38     |  |
| 5.                       | «Me Time Me»        | 4:34     |  |
| 6.                       | «Phonic»            | 4:32     |  |
| 7.                       | «Glass Milk»        | 4:04     |  |
| 8.                       | «Telepathy»         | 4:06     |  |
| 9.                       | «Air People»        | 4:36     |  |
| 10.                      | «Doctor Bite»       | 4:25     |  |
| 44:22                    |                     |          |  |

Lista del relanzamiento del álbum (2020):
| 3:36 (Music to Sleep to) |                     |          |  |
| N.º                      | Título              | Duración |  |
| 1.                       | «Obnoxious Blocks»  | 4:42     |  |
| 2.                       | «Glass Milk»        | 4:04     |  |
| 3.                       | «Air People»        | 3:34     |  |
| 4.                       | «Doctor Bite»       | 4:25     |  |
| 5.                       | «Drop in the Ocean» | 4:38     |  |
| 6.                       | «Phonic»            | 4:32     |  |
| 7.                       | «Telepathy»         | 3:54     |  |
| 8.                       | «Me Time Me»        | 3:12     |  |
| 9.                       | «Catholic Camera»   | 3:59     |  |
| 10.                      | «Mind Aide»         | 4:34     |  |
| 41:34                    |                     |          |  |